# Формула-1 — Гран-прі Бельгії 2024
Гран-прі Бельгії 2024 (офіційно — Formula 1 Rolex Belgian Grand Prix 2024) — автоперегони чемпіонату світу з Формули-1, які відбулися 28 липня 2024 року. Гонка була проведена на Спа-Франкоршам у Спа, Бельгія. Це чотирнадцятий етап Чемпіонату світу, вісімдесяте Гран-прі Бельгії в історії та шістдесят дев'яте в рамках Чемпіонату світу з Формули-1.
Переможцем гонки став британець Льюїс Гамільтон (Mercedes). Друге місце посів Оскар Піастрі (McLaren-Mercedes), а третє — Шарль Леклер (Ferrari). Джордж Расселл фінішував в гонці першим, але був дискваліфікований, оскільки його болід виявився легшим за допустиму мінімальну вагу.

## Розклад (UTC+3)
| Дата     | Подія           | Час           |
| -------- | --------------- | ------------- |
| 26 липня | Вільний заїзд 1 | 14:30 - 15:30 |
| 26 липня | Вільний заїзд 2 | 18:00 - 19:00 |
| 27 липня | Вільний заїзд 3 | 13:30 - 14:30 |
| 27 липня | Кваліфікація    | 17:00 - 18:00 |
| 28 липня | Перегони        | 16:00         |
| Джерело: |                 |               |

## Кваліфікація
| Поз.                     | №  | Пілот             | Конструктор                  | Кваліфікаційний час | Кваліфікаційний час | Кваліфікаційний час | Старт |
| Поз.                     | №  | Пілот             | Конструктор                  | Q1                  | Q2                  | Q3                  | Старт |
| ------------------------ | -- | ----------------- | ---------------------------- | ------------------- | ------------------- | ------------------- | ----- |
| 1                        | 1  | Макс Ферстаппен   | Red Bull Racing-Honda RBPT   | 1:54.938            | 1:53.837            | 1:53.159            | 111   |
| 2                        | 16 | Шарль Леклер      | Ferrari                      | 1:55.349            | 1:54.193            | 1:53.754            | 1     |
| 3                        | 11 | Серхіо Перес      | Red Bull Racing-Honda RBPT   | 1:55.139            | 1:54.470            | 1:53.765            | 2     |
| 4                        | 44 | Льюїс Гамільтон   | Mercedes                     | 1:55.692            | 1:54.037            | 1:53.835            | 3     |
| 5                        | 4  | Ландо Норріс      | McLaren-Mercedes             | 1:55.582            | 1:54.358            | 1:53.981            | 4     |
| 6                        | 81 | Оскар Піастрі     | McLaren-Mercedes             | 1:54.835            | 1:54.136            | 1:54.027            | 5     |
| 7                        | 63 | Джордж Расселл    | Mercedes                     | 1:55.353            | 1:54.095            | 1:54.184            | 6     |
| 8                        | 55 | Карлос Сайнс мол. | Ferrari                      | 1:55.169            | 1:54.112            | 1:54.477            | 7     |
| 9                        | 14 | Фернандо Алонсо   | Aston Martin Aramco-Mercedes | 1:55.489            | 1:54.258            | 1:54.765            | 8     |
| 10                       | 31 | Естебан Окон      | Alpine-Renault               | 1:55.417            | 1:54.460            | 1:54.810            | 9     |
| 11                       | 23 | Александр Албон   | Williams-Mercedes            | 1:55.722            | 1:54.473            | Н/Д                 | 10    |
| 12                       | 10 | П'єр Гаслі        | Alpine-Renault               | 1:54.911            | 1:54.635            | Н/Д                 | 12    |
| 13                       | 3  | Данієль Ріккардо  | RB-Honda RBPT                | 1:55.451            | 1:54.682            | Н/Д                 | 13    |
| 14                       | 77 | Вальттері Боттас  | Kick Sauber-Ferrari          | 1:55.531            | 1:54.764            | Н/Д                 | 14    |
| 15                       | 18 | Ленс Стролл       | Aston Martin Aramco-Mercedes | 1:56.072            | 1:55.716            | Н/Д                 | 15    |
| 16                       | 27 | Ніко Гюлькенберг  | Haas-Ferrari                 | 1:56.308            | Н/Д                 | Н/Д                 | 16    |
| 17                       | 20 | Кевін Магнуссен   | Haas-Ferrari                 | 1:56.500            | Н/Д                 | Н/Д                 | 17    |
| 18                       | 22 | Юкі Цунода        | RB-Honda RBPT                | 1:56.593            | Н/Д                 | Н/Д                 | 202   |
| 19                       | 2  | Логан Сарджент    | Williams-Mercedes            | 1:57.230            | Н/Д                 | Н/Д                 | 18    |
| 20                       | 24 | Чжоу Гуаньюй      | Kick Sauber-Ferrari          | 1:57.775            | Н/Д                 | Н/Д                 | 193   |
| Правило 107 %: 2:02.8734 |    |                   |                              |                     |                     |                     |       |
| Джерело:                 |    |                   |                              |                     |                     |                     |       |

Виноски
- ↑ 1 – Макс Ферстаппен отримав десять штрафних місць на стартовій решітці за перевищення квоти компонентів двигуна внутрішнього згоряння.[9]
- ↑ 2 – Юкі Цунода був змушений стартувати в гонці з останнього місця за перевищення квоти елементів силового агрегату.[9]
- ↑ 3 – Чжоу Гуаньюй отримав три штрафних місця на стартовій решітці за перешкоджання Максу Ферстаппену в першому сегменті кваліфікації. Він піднявся на одну позицію вище після штрафу Юкі Цуноди.[9]
- ↑ 4 – Оскільки кваліфікація проходила на мокрій трасі, правило 107 % не діяло.[10]

## Перегони
| Поз.                                                                           | №  | Пілот             | Конструктор                  | Кола | Час/Схід     | Старт | Очки |
| ------------------------------------------------------------------------------ | -- | ----------------- | ---------------------------- | ---- | ------------ | ----- | ---- |
| 1                                                                              | 44 | Льюїс Гамільтон   | Mercedes                     | 44   | 1:19:57.566  | 3     | 25   |
| 2                                                                              | 81 | Оскар Піастрі     | McLaren-Mercedes             | 44   | +0.647       | 5     | 18   |
| 3                                                                              | 16 | Шарль Леклер      | Ferrari                      | 44   | +8.023       | 1     | 15   |
| 4                                                                              | 1  | Макс Ферстаппен   | Red Bull Racing-Honda RBPT   | 44   | +8.700       | 11    | 12   |
| 5                                                                              | 4  | Ландо Норріс      | McLaren-Mercedes             | 44   | +9.324       | 4     | 10   |
| 6                                                                              | 55 | Карлос Сайнс мол. | Ferrari                      | 44   | +19.269      | 7     | 8    |
| 7                                                                              | 11 | Серхіо Перес      | Red Bull Racing-Honda RBPT   | 44   | +42.669      | 2     | 71   |
| 8                                                                              | 14 | Фернандо Алонсо   | Aston Martin Aramco-Mercedes | 44   | +49.437      | 8     | 4    |
| 9                                                                              | 31 | Естебан Окон      | Alpine-Renault               | 44   | +52.026      | 9     | 2    |
| 10                                                                             | 3  | Данієль Ріккардо  | RB-Honda RBPT                | 44   | +54.400      | 13    | 1    |
| 11                                                                             | 18 | Ленс Стролл       | Aston Martin Aramco-Mercedes | 44   | +1:02.485    | 15    |      |
| 12                                                                             | 23 | Александр Албон   | Williams-Mercedes            | 44   | +1:03.125    | 10    |      |
| 13                                                                             | 10 | П'єр Гаслі        | Alpine-Renault               | 44   | +1:03.839    | 12    |      |
| 14                                                                             | 20 | Кевін Магнуссен   | Haas-Ferrari                 | 44   | +1:06.105    | 17    |      |
| 15                                                                             | 77 | Вальттері Боттас  | Kick Sauber-Ferrari          | 44   | +1:10.112    | 14    |      |
| 16                                                                             | 22 | Юкі Цунода        | RB-Honda RBPT                | 44   | +1:16.211    | 20    |      |
| 17                                                                             | 2  | Логан Сарджент    | Williams-Mercedes            | 44   | +1:25.531    | 18    |      |
| 18                                                                             | 27 | Ніко Гюлькенберг  | Haas-Ferrari                 | 44   | +1:28.307    | 16    |      |
| Схід                                                                           | 24 | Чжоу Гуаньюй      | Kick Sauber-Ferrari          | 5    | Гідравліка   | 19    |      |
| ДСК                                                                            | 63 | Джордж Расселл    | Mercedes                     | 44   | Вага боліда2 | 6     |      |
| Найшвидше коло: Серхіо Перес (Red Bull Racing-Honda RBPT) – 1:44.701 (44 коло) |    |                   |                              |      |              |       |      |
| Джерело:                                                                       |    |                   |                              |      |              |       |      |

Виноски
- ↑ 1 – Включає одне очко за найшвидше коло.[12]
- ↑ 2 – Джордж Расселл фінішував в гонці першим, але був дискваліфікований, оскільки його болід виявився легшим за допустиму мінімальну вагу.[5]

## Положення в чемпіонаті після Гран-прі
|          | Поз. | Пілот             | Очки |
| -------- | ---- | ----------------- | ---- |
|          | 1    | Макс Ферстаппен   | 277  |
|          | 2    | Ландо Норріс      | 199  |
|          | 3    | Шарль Леклер      | 177  |
| 1        | 4    | Оскар Піастрі     | 167  |
| 1        | 5    | Карлос Сайнс мол. | 162  |
| Джерело: |      |                   |      |

|          | Поз. | Конструктор                  | Очки |
| -------- | ---- | ---------------------------- | ---- |
|          | 1    | Red Bull Racing-Honda RBPT   | 408  |
|          | 2    | McLaren-Mercedes             | 366  |
|          | 3    | Ferrari                      | 345  |
|          | 4    | Mercedes                     | 266  |
|          | 5    | Aston Martin Aramco-Mercedes | 73   |
| Джерело: |      |                              |      |

- Примітка: Тільки найвищі п'ять позицій вказані в обох заліках.

## Виноски
1. ↑  Макс Ферстаппен встановив найшвидший час у кваліфікації, але отримав десять місць штрафу на стартовій решітці за перевищення квоти компонентів двигуна внутрішнього згоряння.[3] Шарль Леклер отримав поул-позицію замість нього.[4]
2. ↑  Джордж Расселл фінішував в гонці першим, але був дискваліфікований, оскільки його болід виявився легшим за допустиму мінімальну вагу.[5]
Льюїс Гамільтон, який був класифікований другим, успадкував перемогу замість нього.[6]